# Basilica della Santa Trinità (Cracovia)
La basilica della Santissima Trinità (in polacco: Bazylika Świętej Trójcy) a Cracovia, in Polonia, è una chiesa gotica e un monastero dell'ordine domenicano. La sua storia risale all'anno 1223.
Al suo interno si trova la cappella Myszkowski, mausoleo della famiglia Myszkowscy.